# Levski (Bulgaria)
Levski (in bulgaro Левски?) è un comune bulgaro situato nella Regione di Pleven di 25 551 abitanti (dati 2009). La sede comunale è nella località omonima

## Località
Il comune è formato dall'insieme delle seguenti località:
- Asenovci
- Asparuhovo
- Bălgarene
- Božurluk
- Gradište
- Izgrev
- Kozar Belene
- Levski (sede comunale)
- Malčika
- Obnova
- Stežerovo
- Trănčovica
- Varana